# Antykwark
Antykwark – antycząstka kwarka.

## Własności
Posiada niezerowy ładunek (przeciwny do danego kwarku) i może być przyspieszany za pomocą pola elektrycznego lub magnetycznego. Fizyczne zachowanie antykwarka opisuje chromodynamika kwantowa. Antykwarki, tak jak kwarki, posiadają spin, obdarzone są też masą wyrażaną w MeV. Kolory przyjmowane przez antykwarki to antyczerwony, antyzielony i antyniebieski. Antykwarki, podobnie jak kwarki, nie występują samoistnie, a jedynie w cząstkach neutralnych kolorowo. Cząstki w skład których wchodzą antykwarki to bozony antymaterii i mezony.

## Rodzaje
Istnieje sześć rodzajów antykwarków:
| Generacja | Słaby izospin                    | Zapach                                 | Nazwa         | Symbol                          | Ładunek (e)                      | Masa (MeV/c-2)   | Antycząstka | Symbol            |
| --------- | -------------------------------- | -------------------------------------- | ------------- | ------------------------------- | -------------------------------- | ---------------- | ----------- | ----------------- |
| 1         | {\displaystyle {\tfrac {1}{2}}}  | {\displaystyle I_{z}=+{\tfrac {1}{2}}} | antygórny     | {\displaystyle {\overline {u}}} | {\displaystyle -{\tfrac {2}{3}}} | 1,5 – 4,0[1]     | górny       | {\displaystyle u} |
| 1         | {\displaystyle -{\tfrac {1}{2}}} | {\displaystyle I_{z}=-{\tfrac {1}{2}}} | antydolny     | {\displaystyle {\overline {d}}} | {\displaystyle +{\tfrac {1}{3}}} | 4 – 8[1]         | dolny       | {\displaystyle d} |
| 2         | {\displaystyle -{\tfrac {1}{2}}} | {\displaystyle S=-1}                   | antydziwny    | {\displaystyle {\overline {s}}} | {\displaystyle +{\tfrac {1}{3}}} | 80 – 130[1]      | dziwny      | {\displaystyle s} |
| 2         | {\displaystyle +{\tfrac {1}{2}}} | {\displaystyle C=1}                    | antypowabny   | {\displaystyle {\overline {c}}} | {\displaystyle -{\tfrac {2}{3}}} | 1150 – 1350[1]   | powabny     | {\displaystyle c} |
| 3         | {\displaystyle -{\tfrac {1}{2}}} | {\displaystyle B^{'}=-1}               | antyspodni    | {\displaystyle {\overline {b}}} | {\displaystyle +{\tfrac {1}{3}}} | 4100 – 4400[1]   | spodni      | {\displaystyle b} |
| 3         | {\displaystyle +{\tfrac {1}{2}}} | {\displaystyle T=1}                    | antyszczytowy | {\displaystyle {\overline {t}}} | {\displaystyle -{\tfrac {2}{3}}} | 170900 ± 1800[2] | szczytowy   | {\displaystyle t} |